# Psammotis
Psammotis là một chi bướm đêm thuộc họ Crambidae. Nó chỉ có một loài, Psammotis pulveralis, có thể thấy ở Nam Âu, mặc dù cũng đôi khi chúng sống xa hơn về phía bắc và đôi khi được thấy một quần thể sống ngắn hạn vào năm 1869 gần Folkestone và đảo Wight.
Sải cánh dài 23–25 mm. Con trưởng thành bay từ tháng 6 đến tháng 9 tùy theo địa điểm.
Ấu trùng ăn Mentha aquatica và Lycopus europaeus.

## Hình ảnh

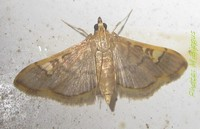